# Lautoka
Lautoka – trzecie pod względem liczby ludności miasto Fidżi, położone w zachodniej części wyspy Viti Levu (prowincja Ba). Według danych szacunkowych na rok 2009 liczy 54 356 mieszkańców. Miasto jest stolicą Dystryktu Zachodniego, leży w prowincji Ba.
W mieście rozwinięty jest przemysł cukrowniczy. Pierwsza fabryka powstała tu pod koniec XIX wieku. Była nią cukrownia założona w 1899 przez Colonial Sugar Refining Company, a która rozpoczęła produkcję w 1903. Lautoka otrzymała prawa miejskie 25 lutego 1977. Na początku lat 90. żyło tu ok. 31 000 osób. 
W Lautoce Queens Road zamienia się w Kings Road. 24 km na południe od miasta znajduje się port lotniczy Nadi.